# Jason Kottke
Jason Kottke (nacido el 27 de septiembre de 1973) es un bloguero, diseñador gráfico y diseñador web estadounidense conocido por su blog Kottke.org. Ha ganado el premio Lifetime Achievement Award como bloguero. En julio de 2013, su blog ocupaba el puesto 66 en el ranking general y el 20 en el de ciencia en el Top 100 de Technorati.

## Diseñador gráfico
Kottke asistió al Coe College de Iowa con una beca y finalmente comenzó su carrera de diseño. En 1999, diseñó el tipo de letra Silkscreen, utilizado desde entonces por Adobe, MTV y Volvo, entre otros. Su trabajo de diseño ha aparecido en The New Yorker, The New York Times, Forbes y Brill's Content. Kottke creó el icónico logotipo de Gawker en 2002 en lo que, según él, fue "un trabajo de Photoshop en 30 minutos como marcador de posición".

## Kottke.org (Blog)
Kottke está considerado un bloguero pionero y comenzó su blog en marzo de 1998. En el año 2000, Kottke y su entonces novia aparecieron en un artículo del New Yorker titulado "You've Got Blog", que dio a conocer los blogs a un público más amplio. Sus contribuciones a los blogs fueron reconocidas cuando ganó el premio Bloggie Lifetime Achievement Award en 2003, tras cinco años de trabajo como bloguero. En 2005, Kottke pudo dejar su trabajo diario para centrarse en los blogs a tiempo completo. Kottke escribe que, a partir de 2019, "probablemente el 60 por ciento de mis ingresos proceden de la afiliación, y el resto de Amazon y los anuncios." Su blogging le metió en problemas con Sony cuando dio la noticia de la derrota que rompió la racha de victorias de Ken Jennings en Jeopardy!.

## Vida personal
Kottke estuvo casado con Meg Hourihan (en), con quien tuvo hijos. Actualmente vive en Vermont.